# Gmina Kristinehamn
Gmina Kristinehamn (szw. Kristinehamns kommun) – gmina w Szwecji, w regionie Värmland, z siedzibą w Kristinehamn.
Pod względem zaludnienia Kristinehamn jest 101. gminą w Szwecji. Zamieszkuje ją 23 990 osób, z czego 50,22% to kobiety (12 047) i 49,78% to mężczyźni (11 943). W gminie zameldowanych jest 817 cudzoziemców. Na każdy kilometr kwadratowy przypada 32,16 mieszkańca. Pod względem wielkości gmina zajmuje 131. miejsce.